# Bestiák (album 1997)
Bestiák è l'album di debutto dell'omonimo girl group ungherese, pubblicato nel 1997 su etichetta discografica Record Express. Il disco ha vinto il premio per il miglior debutto dell'anno agli Hungarian Music Awards.

## Tracce
1. A reggel túl messze van... – 4:12
2. Ma éjjel ne sírj! – 3:52
3. Esőember (Whakka-rhakka-rao) – 4:03
4. Gyere velem, baby... – 4:03
5. Madame Pompadour – 4:41
6. Mi 1-ek vagyunk – 3:12
7. Banzájdal – 4:03
8. Ne járasd a szád – 3:15
9. Örökre ölelj át... – 4:44
10. Repülj velem! – 4:09
11. Álmodj néha rólam... – 3:46

## Classifiche
| Classifica (1997) | Posizione massima |
| ----------------- | ----------------- |
| Ungheria          | 8                 |